# Belga katolikus egyház
A belga katolikus egyház a katolikus egyházhoz tartozó belgiumi szervezetek összefoglaló elnevezése.

## Alapadatok
A katolicizmus a legelterjedtebb vallás Belgiumban, az ország mintegy 10,279,000 lakosa közül 7,845,000 tartozik a katolikus egyházhoz. Ennek ellenére a vallásukat aktívan gyakorlók száma folyamatosan csökken: például 1998-ban a flamand régió lakosai közül csak 12% vett részt misén. A belga egyház vezetése szerint 2007-ben ez a szám kb. 9-10%-ra csökkent.

## Szervezete
A belga katolikus egyház kilenc (nyolc római katolikus és egy több országot lefedő görögkatolikus) püspökségre és illetve egy tábori püspökségre van felosztva. A mechelen-brüsszeli püspök egyben a mechelen-brüsszeli főegyházmegye érseke és az egyház vezetője. A püspökségek

### Római katolikus egyházmegyék
- Mechelen-Brüsszeli főegyházmegye
- Antwerpeni egyházmegye
- Bruggei egyházmegye
- Genti egyházmegye
- Hasselti egyházmegye
- Tábori püspökség
- Liège-i egyházmegye
- Namuri egyházmegye
- Tournai-i egyházmegye

### Görögkatolikus egyházmegye
- Párizsi Nagy Szent Vlagyimir ukrán egyházmegye

## Története
Németalföld 1592-es spanyol megszállása és a II. József magyar király által 1781-ben kiadott türelmi rendelet közötti időszakban Belgium területén a római katolikus volt az egyetlen engedélyezett vallás. A tilalom megszegőit halálbüntetéssel sújtották. Ennek ellenére kisebb protestáns csoportok fenn tudtak maradni, többek között Maria-Horebeke, Dour, Tournai, Eupen és Hodimont településeken.
A vallási különbségek, az szinte teljesen katolikus déli rész, illetve a szinte teljesen protestáns északi rész között feszülő vallási ellentétek is hozzájárultak az 1815-ben létrehozott Egyesült Holland Királyság felbomlásához 1830-ban: a belga szabadságharcnak jelentős eleme volt, hogy a déli rész nemessége és papsága elnyomva érezte magát a protestáns vallású király által. A szabadságharc sikere után a déli részből alakult meg a mai Belgium.
1830 után a katolikus vallás továbbra is fontos szerepet játszott Belgium politikai életében. Erre az egyik legjobb példa az ún. iskolaháborúk (franciául "guerres scolaires"), amelyet a liberális és szocialista pártok vívtak a katolikus párttal és az egyház támogatóival. A küzdelemre először 1879 és 1884 között, majd később 1954 és 1958 között került sor, lényege az volt, hogy ki felügyeli az állami oktatást: az iskolákat korában szinte kizárólag saját forrásaiból fenntartó katolikus egyház, vagy pedig a belga állam. 1990-ben a katolikus vallású I. Baldvin belga király király lelkiismereti okokból megtagadta, hogy aláírja az abortuszt engedélyező törvényt, amelyet a belga parlament már elfogadott. A király ekkor felkérte Wilfried Martens miniszterelnököt, hogy találjon valamilyen - alkotmányos - megoldást a válságra. Végül Baldvin királyt pár napra alkotmányos feladatainak ellátására képtelennek találták, a helyette eljáró miniszterek aláírták a törvényt, ami így hatályba lépett.
2002-ben a csak nemrégiben hivatalosan bejegyzett Belgiumi Egyesült Protestáns Egyház (Verenigde Protestantse Kerk in België, amely a belga református gyülekezetek 1839-es, 1969-es és 1979-es összeolvadása után alakult ki (összesen körülbelül 100 taggal), valamint a Szövetségi Protestáns és Evangelikus Zsinat (kb. 600 gyülekezet) alapította meg a Protestáns és Evangelikus Adminisztratív Tanácsot (holland rövidítése ARPEE, francia rövidítése CACPE), amely mára mindhárom nyelvi közösségben a protestánsok elfogadott képviselőjévé vált.

## Lásd még
- Katolikus egyház
- Katolicizmus
- Egyház